# Ichneumon eumerus
Ichneumon eumerus ist ein Hautflügler aus der Familie der Schlupfwespen (Ichneumonidae). Die sehr selten gewordene Schlupfwespe ist ein Hyperparasit, das heißt, sie lebt parasitisch an einem anderen Parasiten. 

## Fortpflanzung
Wirtstier für ihre Larven sind die Raupen des Kreuzenzian-Ameisenbläulings (Phengaris rebeli) und des Lungenenzian-Ameisenbläulings (Phengaris alcon). Während der Wirtssuche dringen die Weibchen von I. eumerus nur in Ameisennester ein, in denen sich Wirtsraupen befinden. Das heißt, die Wespen sind in der Lage, von außen festzustellen, ob im Nest potentielle Wirte vorhanden sind. Die Wespe dringt in den Ameisenbau der Wirtsameise Myrmica schencki ein und legt ihre Eier in die Raupe. Die Larven der Schlupfwespen verpuppen sich schließlich in der Puppe ihres Wirtes und verlassen als Wespen den Ameisenbau.
Um in den Bau eindringen und ihn wieder verlassen zu können, wenden die Wespen sechs verschiedene chemische Substanzen gegen die Ameisen an. Eine davon lockt die Ameisen zunächst heran, damit sie die anderen fünf Substanzen kontaktieren. Diese stoßen die Ameisen ab und setzen bei ihnen gleichzeitig Alarmpheromone frei. In blinder Raserei attackieren die Ameisen ihre Nestgenossen, die wiederum alarmiert werden, wodurch eine von der Wespe fortweisende Kettenreaktion entsteht. Das daraus entstehende Chaos trifft oftmals das ganze Nest für viele Stunden oder gar Tage.

## Gefährdung
Da der Wirtsschmetterling als gefährdet gilt, wurde vermutet, dass Ichneumon eumerus noch stärker gefährdet sein muss. Modellrechnungen zeigen allerdings, dass die Schlupfwespe im Allgemeinen überlebt, solange der Bläuling einen ausreichend großen Lebensraum besitzt, um selbst zu überleben. Sie reagiert aber ein wenig empfindlicher als der Schmetterling auf zu feuchte Lebensräume.